# 礼品店

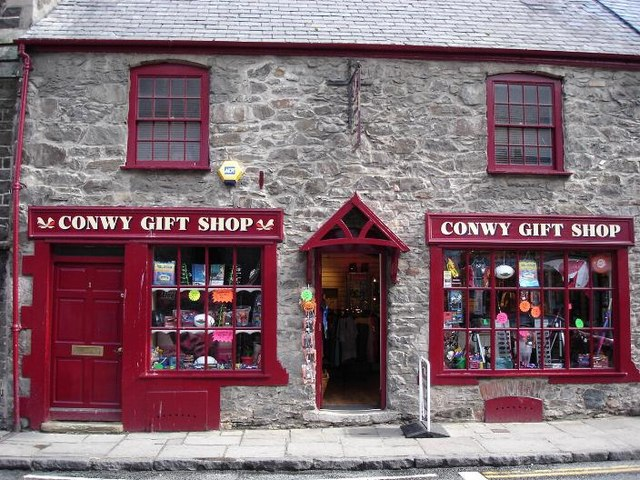
英國一家礼品店

禮品店是一個售賣紀念品的商店，主要涉及到一個特定的主題。通常出售都不太平凡的東西，往往包括咖啡杯，毛絨動物玩具，T卹，明信片，手工藝品或館藏和其他紀念品。禮品店所在的地方通常有很多遊客參觀。在美國通常在汽車旅館或酒店附近的入口。場地如動物園，水族館，國家公園，博物館都有自己的禮品店，在某些情況下，這些商店出售的物品價格通常較高，比其他禮品店有與之相關主題的小飾品。這些店通常都有教育機構財政支助。

## 參看
- 旅遊